# 茜根酸
茜根酸（英語：ruberythric acid）是一种有机化合物，化学式C25H26O13，可见于染色茜草等物种。它容易被酸、碱、糖苷水解酶或纯水水解。